# ماساژ تایلندی

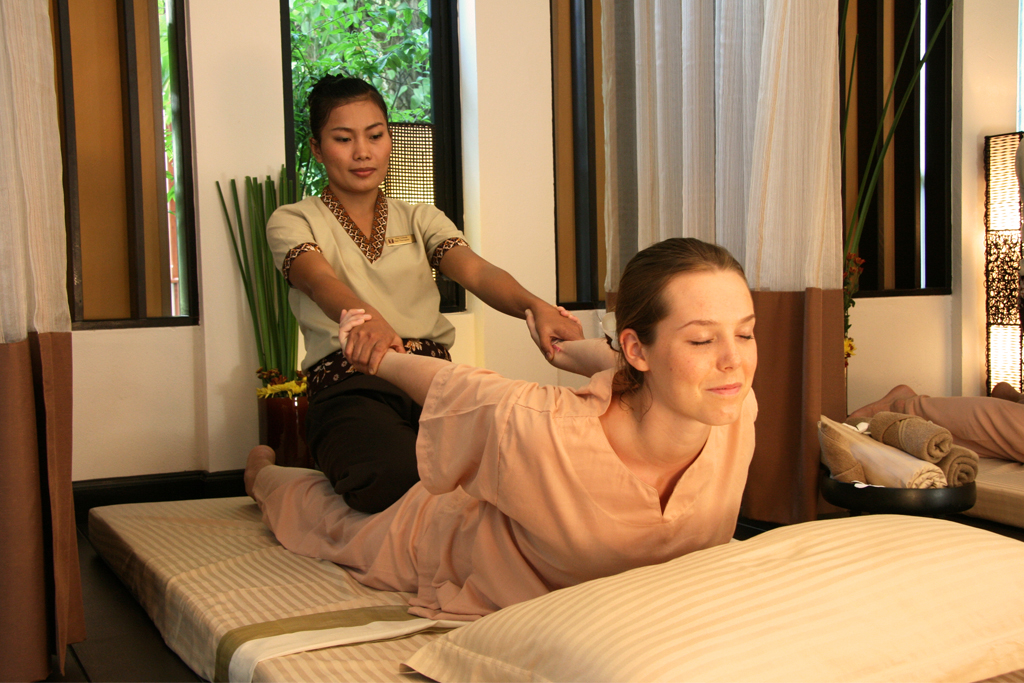
نمایی از یک‌ نوع ماساژ کلاسیک تایلندی - ۲۰۱۱ (ماساژ تایلندی در درجهٔ اول بر اساس یک‌سیستم طب چینی و آیورودا همراه با لمس اضافی یوگا است.)

ماساژ تایلندی یا ماساژ یوگای تایلندی یک سیستم درمانی سنتی است که ترکیبی از طب فشاری، اصول آیورودا هند و حالت‌های یوگای کمکی است. ایده مستعار خطوط انرژی Shen-lines که برای اولین بار مورد استفاده قرار گرفت «ماساژ یوگای تایلندی» است. این موارد مانند نادیس از نظر فیلوسوفی یوگا توسط گوراکنات شبیه است.
در زبان تایلندی معمولاً آن را nuat phaen thai (تایلندی: นวด แผน ไทย، تلفظ [nûa̯t pʰɛ̌:n tʰāj]؛ روشن. ماساژ به سبک تایلندی)) یا nuat phaen boran (นวด แผน โบราณ ، [nûa̯t pʰɛ̌:n bō:rā:n]؛ روشن) نامیده می‌شود. "ماساژ به سبک باستان")، اگرچه نام رسمی آن nuat thai است (massage ไทย ، [nûa̯t tʰāj]؛ "ماساژ تایلندی") مطابق قانون طب سنتی پزشکی تایلند، BE 2556 (2013).
وزارت توسعه بهداشت عمومی تایلند برای توسعه طب سنتی و جایگزین تایلند مکان‌ها و پزشکان ماساژ سنتی تایلند را تنظیم می‌کند. از سال ۲۰۱۶ این بخش می‌گوید ۹۱۳ کلینیک سنتی در تایلند در سراسر کشور ثبت نام کرده‌اند. از سال ۲۰۱۸، از ۸۰۰۰ تا ۱۰٬۰۰۰ فروشگاه اسپا و ماساژ در تایلند، فقط ۴٬۲۲۸ مورد توسط وزارت پشتیبانی خدمات بهداشتی وزارت بهداشت (HSS) تأیید شده‌اند.
یونسکو در دسامبر ۲۰۱۹ ماساژ سنتی تایلندی را به فهرست میراث فرهنگی انسانی خود اضافه کرد.

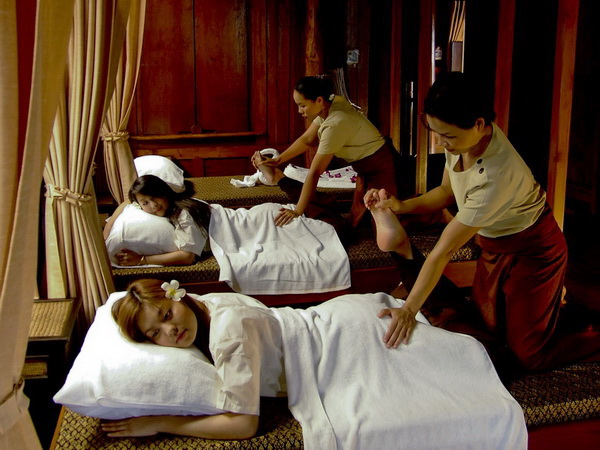
ماساژ تایلندی

## تمرین
گفته می‌شود که عمل ماساژ یوگای تایلندی هزاران سال قدمت دارد اما به دلیل خواص درمانی قابل درک در سطح عاطفی و جسمی، هنوز بخشی از سیستم پزشکی تایلند است. هنگام انجام ماساژ در زمینه‌های غربی و تایلندی، در برخی اعمال متفاوت است. حساسیت‌های فرهنگی غربی ممکن است از نظر پذیرش روش‌های شیمیایی شفابخشی مانند افزایش شدت ماساژ یا پرش دادن دهنده به دور میز ماساژ مانند خدای هندو هانومان متفاوت باشد. ماساژ سنتی تایلندی از روغن و لوسیون استفاده نمی‌کند. گیرنده در طول درمان لباس می‌پوشد. تماس بدن بین گیرنده و گیرنده وجود دارد، اما بدن به جای مالش بر روی عضلات، فشرده، کشیده، کشیده و لرزیده می‌شود. مفهوم متا (مهربانی مهربانانه)، مبتنی بر آموزه‌های بودایی، بخشی جدایی ناپذیر از این عمل است. پزشکان مشهور همچنین تأکید بر مراقبه و از خود گذشتگی بخشی از پزشک را به عنوان لاینفک تأثیر این عمل می‌دانند.
گیرنده لباس راحت و گشاد می‌پوشد و روی تشک یا تشک محکم روی زمین دراز می‌کشد. در تایلند، حدود ده نفر ممکن است به‌طور همزمان در یک اتاق بزرگ ماساژ بگیرند. سبک باستانی واقعی ماساژ مستلزم آن است که ماساژ تنها با دهنده و گیرنده انجام شود. گیرنده در طول ماساژ در موقعیت‌های مختلف مانند یوگا قرار می‌گیرد، که همچنین با فشارهای استاتیک و ریتمیک عمیق ترکیب می‌شود.
ماساژ به‌طور کلی از خطوط تعیین شده ("سن") در بدن پیروی می‌کند. از پاها و پاهای فرد دهنده می‌توان برای قرار دادن بدن یا اندام گیرنده استفاده کرد. در موقعیت‌های دیگر، دست‌ها بدن را ثابت می‌کنند، در حالی که پاها ماساژ می‌دهند. یک جلسه ماساژ کامل تایلندی ممکن است دو ساعت طول بکشد و شامل فشار دادن و کشش کل بدن است. این ممکن است شامل کشیدن انگشتان، انگشتان پا، گوش‌ها، شکستن انگشتان، راه رفتن در پشت گیرنده با فشار دادن کف دست، فشار دادن انگشت شست، فشار انگشتان و بازو در بسیاری از موقعیت‌های مختلف از جمله HDS باشد. روش و ریتم استاندارد ماساژ وجود دارد که گیرنده آن را متناسب با گیرنده تنظیم می‌کند.